# وارن بي. ودسون
وارن بي. ودسون (بالإنجليزية: Warren B. Woodson)‏ هو مدرب كرة سلة وضابط أمريكي، ولد في 24 فبراير 1903 في فورت وورث في الولايات المتحدة، وتوفي في 22 فبراير 1998 في دالاس في الولايات المتحدة بسبب سرطان القولون.